# Campeonato Mundial de Trial 2014
La temporada 2014 del Campeonato Mundial de Trial es la edición número XL de dicha competición. El actual campeón es el español Toni Bou.